# Kuslavkka
Kuslavkka o Kozlovka (txuvaix: Куславкка [kuslɑʋˈkːɑ], Kuslavkka, Kuslavkà, rus: Козловка, Kozlovka) és una població amb el rang de ciutat de la República de Txuvàixia, a Rússia. Es troba a uns 90 km al sud-est de Xupaixkar/Txeboksari, la capital de la república, prop del límit amb Tatarstan. Compta amb un port fluvial sobre el Volga. Té l'estació de Tĕrlemes/Tiurlemà, de la línia entre Moscou i Kazan, a 14 quilòmetres, i la carretera M-7 entre aquestes dues mateixes ciutats, a 9. El 2021 tenia 7.781 habitants.

## Història
Entre el segle xvi i la primera meitat del segle xviii algunes famílies de terratinents russos van promoure assentaments que van formar acabant formant Kuslavkka. El port fluvial, construït al segle xviii, va anar adquirint importància, cosa que va convertir la població en un important centre comercial de Txuvàixia durant la segona meitat del segle xix de la mà de famílies de comerciants com els Voltxov. Hi havia llavors un comerç animat amb fires, basars i nombroses botigues. Es fundà la destil·leria Komarovski, que fou la més gran de la regió del Volga. A principis del segle xx a Kuslavkka hi havia, a més de la destil·leria, dos molins de vapor, una fàbrica de potassa, una serradora, quatre bòbiles, un hospital i dues escoles del zemstvo.
El 1927 esdevingué en cap de districte. El 1929 s'hi fundà una fàbrica per construir blocs per a cases prefabricades. El 1938 obté la categoria d'«assentament de treball», la qual cosa n'impulsa el creixement. El 1959 i el 1965 va absorbir alguns pobles veïns. El 1967 va aconseguir l'estatus de ciutat.
El procés d'industrialització de les autoritats soviètiques va portar que prop del 40% de la població activa de la ciutat estigués empleada en la indústria. Després de la desaparició de l'economia planificada soviètica, però, una profunda crisi que ha afectat aquest sector en les ciutats petites, cosa que es tradueix per una ràpida pèrdua de la població de Kuslavkka des de prop de l'any 2000.

## Població
|          | 1939  | 1959  | 1979   | 1989   | 2002   | 2010   | 2021  |
| -------- | ----- | ----- | ------ | ------ | ------ | ------ | ----- |
| Població | 5.700 | 8.519 | 11.423 | 12.707 | 13.054 | 10.359 | 7.781 |

Per nacionalitats, els txuvaixos i els russos formen més del 90% de la població de Kuslavkka en proporcions semblants. La majoria dels habitants restants són tàtars.
| Població de Txuvàixia per nacionalitats (cens de 2002) | Població de Txuvàixia per nacionalitats (cens de 2002) | Població de Txuvàixia per nacionalitats (cens de 2002) | Població de Txuvàixia per nacionalitats (cens de 2002) |
| Nacionalitat                                           | Total                                                  | Població urbana                                        | Kuslavkka                                              |
| ------------------------------------------------------ | ------------------------------------------------------ | ------------------------------------------------------ | ------------------------------------------------------ |
| Txuvaixos                                              | 67,1%                                                  | 56,1%                                                  | 46,7%                                                  |
| Russos                                                 | 26,5%                                                  | 38,3%                                                  | 44,3%                                                  |
| Tàtars                                                 | 2,8%                                                   | 1,9%                                                   | 5,8%                                                   |
| Mordovians                                             | 1,2%                                                   | 1,0%                                                   | 0,4%                                                   |
| Altres nacionalitats                                   | 2,4%                                                   | 2,7%                                                   | 2,8%                                                   |

En el conjunt del districte de Kuslavkka, sense incloure-hi la ciutat, els txuvaixos formen el 87,7% de la població, els tàtars, el 5,9% i els russos, el 5,8%. Aquesta proporció de txuvaixos molt semblant a la mitjana de la Txuvàixia rural, però la de tàtars és més alta.

## Patrimoni

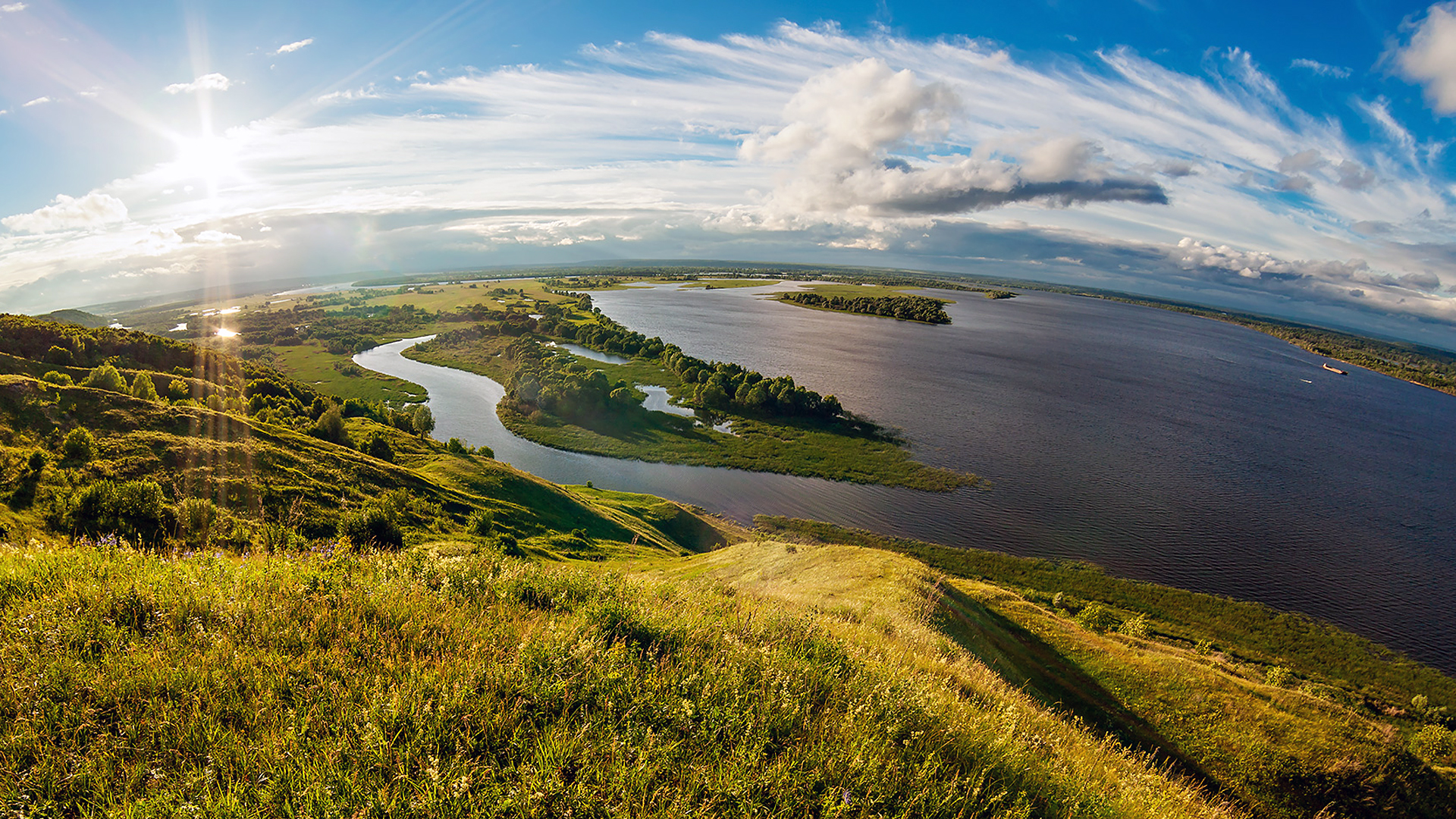
Vista des de Kayăk Vĕśevĕ, el promontori més alt sobre el Volga a Txuvàixia

A causa de la seva formació a partir de diferents nuclis, Kuslavkka ocupa una superfície considerable. Els edificis històrics es troben a la part més propera del riu, mentre que els barris més moderns són a les zones altes. Des de diferents turons que dominen la vila hi ha belles vistes sobre el Volga i el Mari-El veí. De fet, la talaia més alta de Txuvàixia sobre el Volga i lloc d'excursions habituals a la república es troba prop de la ciutat.

El símbol de la ciutat és la casa Grigori Voltxkov (c/ Lenin núm. 23, 1911). Cal assenyalar també la casa del baró de Jomini (c/ Tuhlanov núm. 35, segle xix) i la casa d'estiueig del matemàtic Nikolai Lobatxevski, professor de la universitat de Kazan, on hi ha un museu sobre ell (c/ Sad núm. 3a, 1848). La família Jomini, propietària de terres a Kozlovka, prové d'Antoine-Henri Jomini, general suís de Napoleó, governador de Vílnius i Smolensk durant la invasió de Rússia, que després serví el tsar Alexandre I.

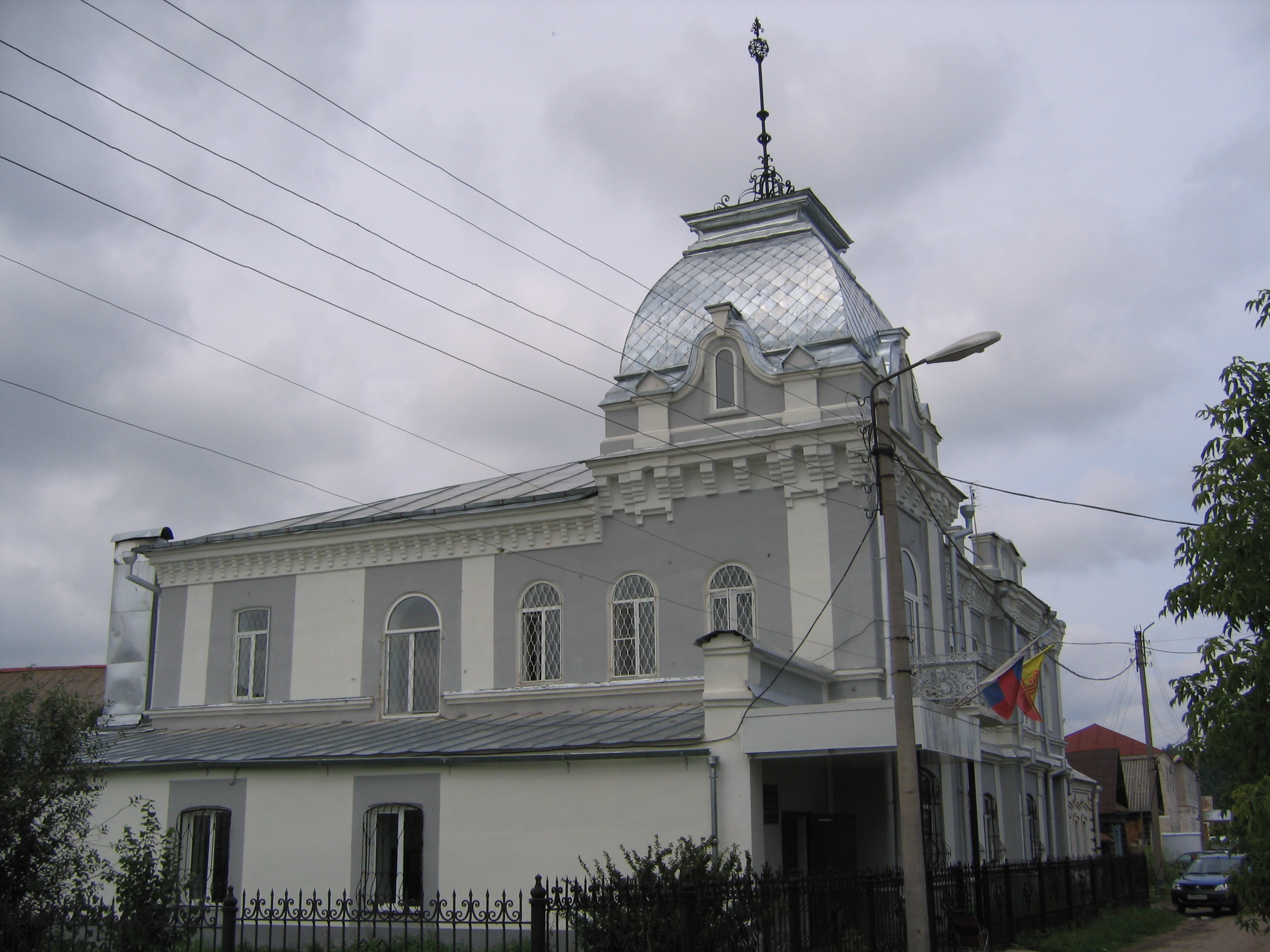
Casa Grigori Voltxkov
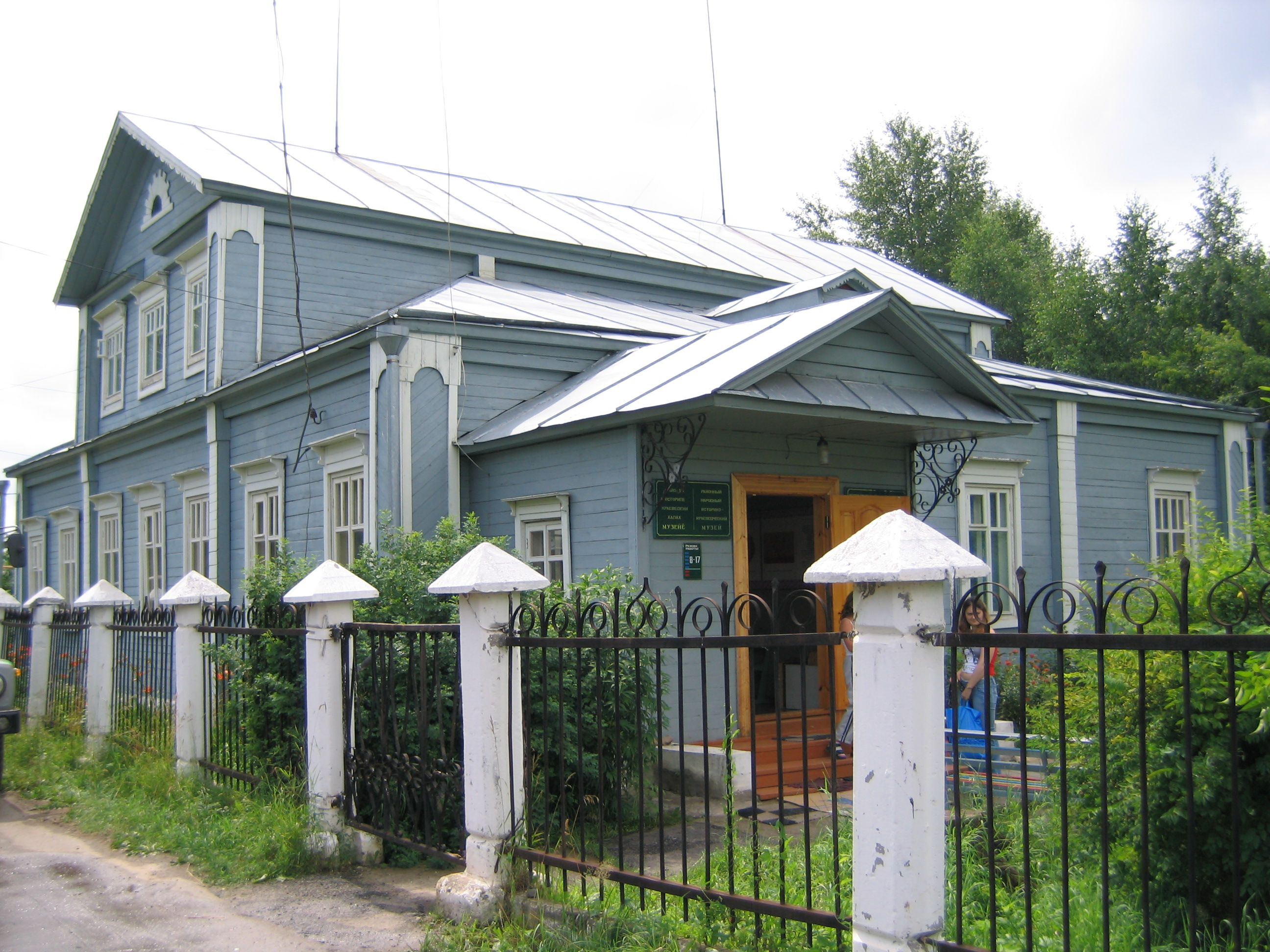
Casa-museu Lobatxevski
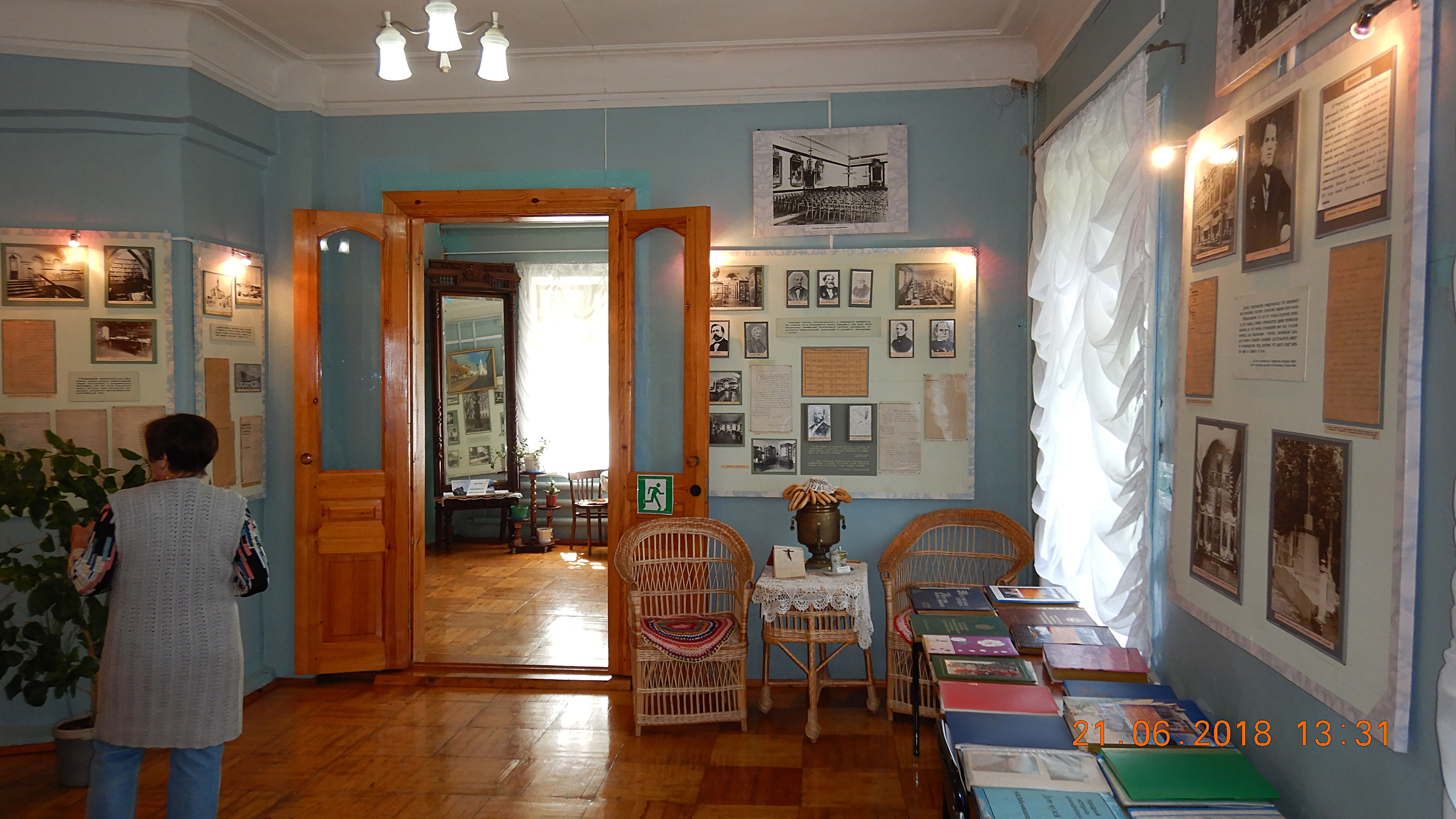
Casa-museu Lobatxevski (interior)